# Геотермальная электростанция

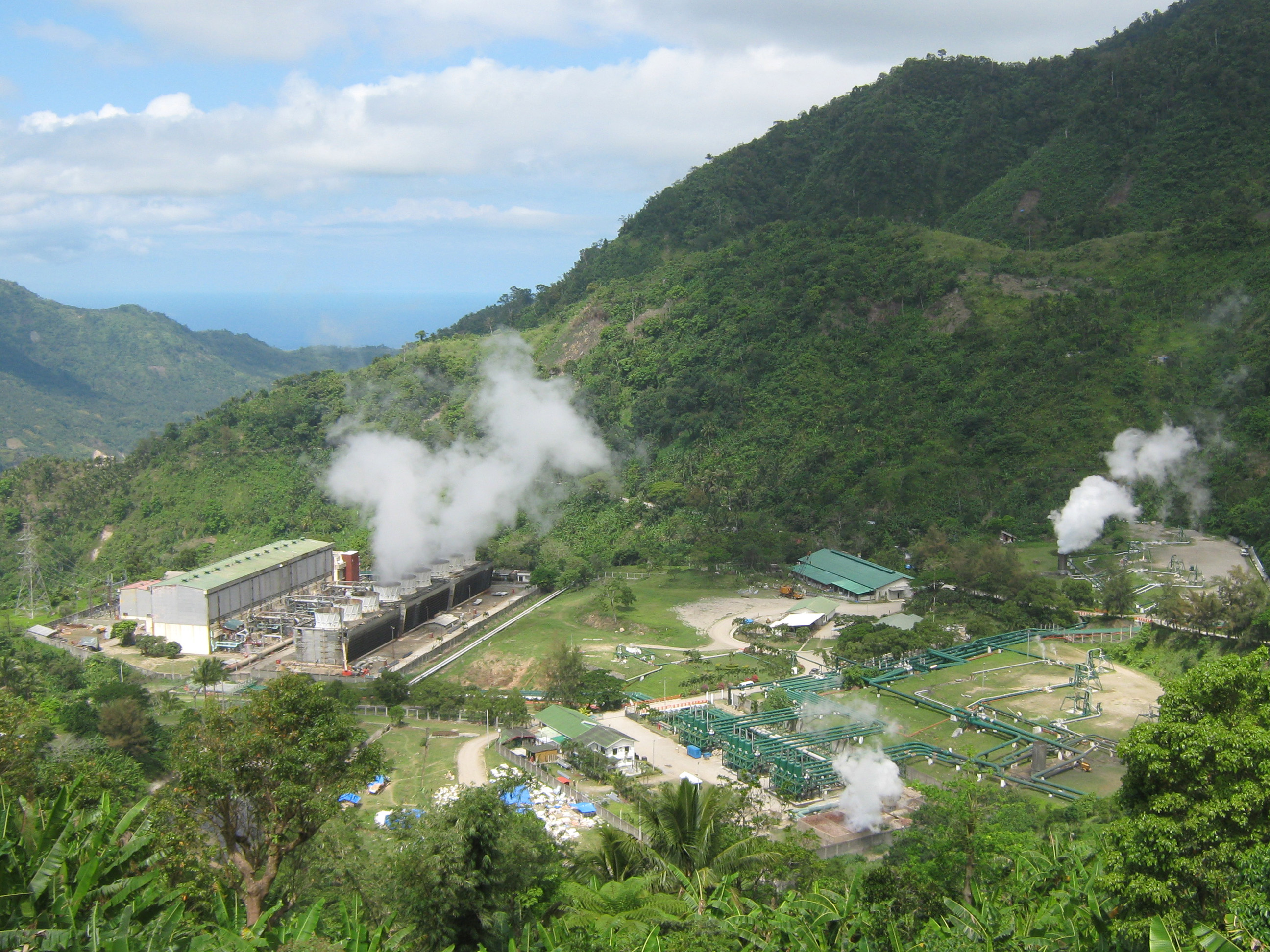
ГеоЭС Palinpinon на Филиппинах

Геотерма́льная электроста́нция (ГеоЭС или ГеоТЭС) — вид тепловых электростанций, которые вырабатывают электрическую энергию из тепловой энергии подземных источников (например, гейзеров).
Геотермальная энергия — это энергия, получаемая из природного тепла Земли. Достичь этого тепла можно с помощью скважин. Температура в скважине возрастает в среднем на 1 °C каждые 36 метров. Это тепло предоставляется на поверхность в виде пара или горячей воды. Такое тепло может использоваться как непосредственно для обогрева домов и зданий, так и для производства электроэнергии. Термальные регионы имеются во многих частях мира.
По различным подсчетам, температура в центре Земли составляет, минимум, 6650 °C. Скорость остывания Земли примерно равна 300—350 °C в миллиард лет. Тепловой поток, текущий из недр Земли через ее поверхность, составляет 47±2 ТВт тепла (400 тыс. ТВт⋅ч в год — в 17 раз больше, чем выработка всей мировой энергетики), а тепловая мощность, вырабатываемая Землёй за счет радиоактивного распада урана, тория и калия-40, примерно оценивается в 13–61 ТВт .
Создание геотермальных станций возможно в четырёх главных зонах высокого уровня геотермального потенциала у земной поверхности: побережье Тихого океана (Тихоокеанское «огненное кольцо»), Альпийско-Гималайская зона (от Пиренеев на западе до Гималаев на востоке), зона Восточно-Африканского рифта, Срединно-Атлантический хребет (вернее, его надводная часть — Исландия).
Крупнейшей ГеоТЭС является Олкария IV (Olkaria IV) в Кении (парк Ворота Ада) мощностью 140 МВт.

## Устройство геотермальных электростанций

Схема геотермальной станции:
1. Полости с горячей водой
2. Горячая вода (пар)
3. Электростанция (турбогенератор)
4. Электросеть
5. Остаточная вода
6. Пункт теплоснабжения с градирней
7. Возврат холодной воды

Существует несколько способов получения энергии на ГеоТЭС:
- Прямая схема: пар направляется по трубам в турбины, соединённые с электрогенераторами;
- Непрямая схема: аналогична прямой схеме, но перед попаданием в трубы пар очищают от газов, вызывающих разрушение труб;
- Смешанная схема: аналогична прямой схеме, но после конденсации из воды удаляют не растворившиеся в ней газы.
- Бинарная схема: в качестве рабочего тела используется не термальная вода или пар, а другая жидкость, имеющая низкую температуру кипения. Термальная вода пропускается через теплообменник, где образуется пар другой жидкости, используемой для вращения турбины. Такая схема используется, например, на геотермальной электростанции Ландау[нем.] в Германии, где в качестве рабочего тела применяется изопентан.

## История
В 1817 году граф Франсуа де Лардерель разработал технологию сбора пара из естественных геотермальных источников.
В 20-м веке спрос на электроэнергию привёл к появлению проектов создания электростанций, использующих внутреннее тепло Земли. 
Человеком, который провёл испытания первого геотермального генератора, был Пьеро Джинори Конти. Это произошло 4 июля 1904 года в итальянском городе Лардерелло. Генератор смог успешно зажечь четыре электрических лампочки. Позже, в 1911 году, была построена первая в мире геотермальная электростанция в том же населённом пункте, она работает до сих пор. В 1920-х годах экспериментальные генераторы были построены в Беппу (Япония) и калифорнийских гейзерах, но Италия была единственным в мире промышленным производителем геотермальной электроэнергии до 1958 года.

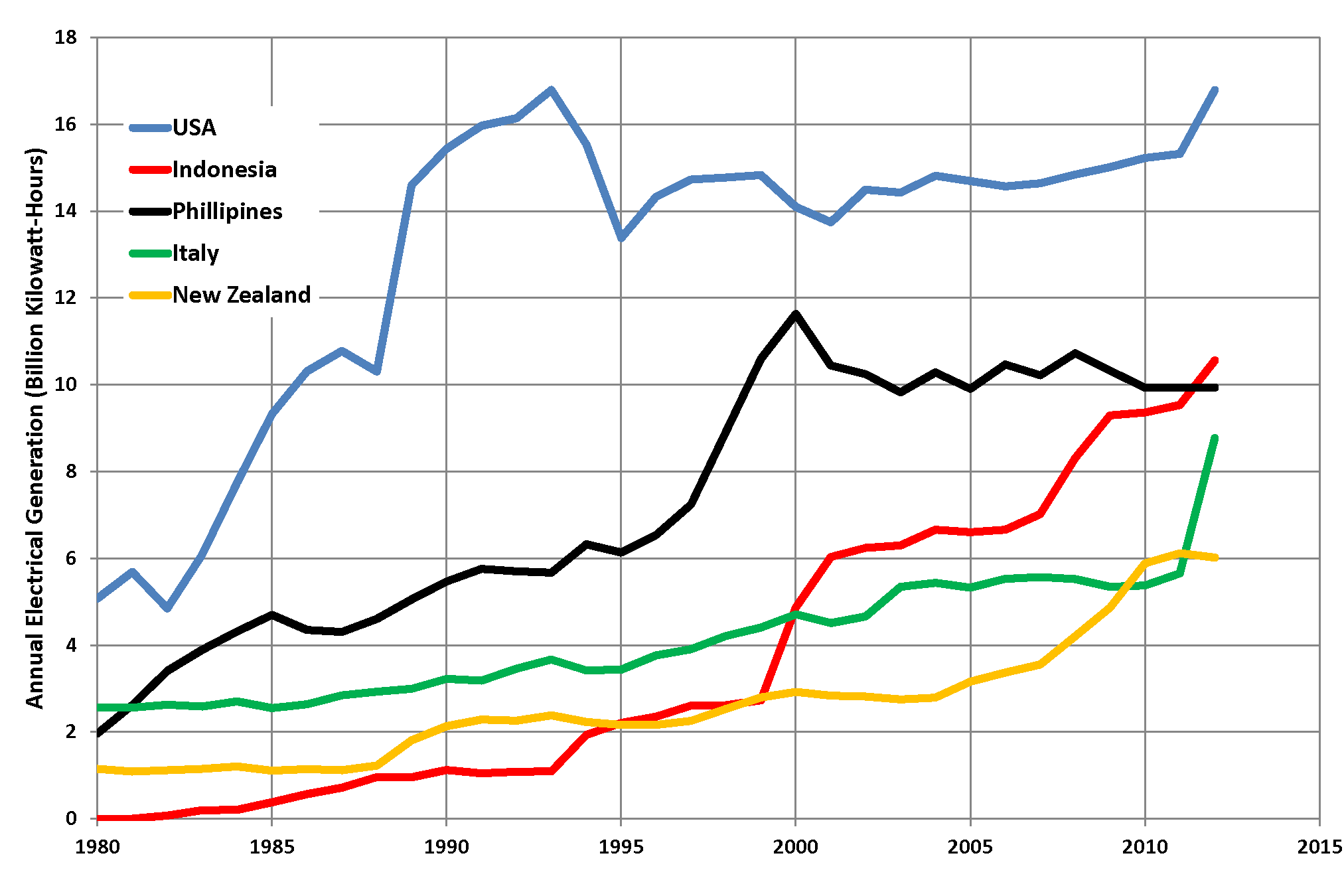
Пять стран-лидеров по производству геотермальной энергии, 1980–2012 (US EIA)

Рост мощности ГеоЭС по годам

В 1958 году, когда была введена в эксплуатацию электростанция Вайракей, Новая Зеландия стала вторым крупным промышленным производителем геотермальной электроэнергии. Вайракей была первой станцией непрямого типа.  В 1960 году «Pacific Gas and Electric» начала эксплуатацию первой успешной геотермальной электростанции в США на гейзерах в Калифорнии.
Первая геотермальная электростанция бинарного типа была впервые продемонстрирована в 1967 году в Советском Союзе, а затем представлена в США в 1981 году, после энергетического кризиса 1970-х годов и значительных изменений в политике регулирования. Эта технология позволяет использовать гораздо более низкую температуру для производства электроэнергии, чем ранее. В 2006 году в Чина-Хот-Спрингс, штат Аляска, заработала станция бинарного цикла, производящая электричество с рекордно низкой температурой жидкости 57 °C.
До недавнего времени геотермальные электростанции строились исключительно там, где вблизи поверхности имелись высокотемпературные геотермальные источники. Появление электростанций с бинарным циклом и совершенствование технологии бурения и добычи могут способствовать появлению геотермальных электростанций в значительно большем географическом диапазоне. Демонстрационные электростанции находятся в германском городе Ландау-ин-дер-Пфальц и французском городе Сульц-су-Форе, в то время как ранее работы в Базеле, Швейцария, были закрыты после того, как это вызвало землетрясения. Другие демонстрационные проекты находятся в стадии разработки в Австралии, Соединенном Королевстве и Соединенных Штатах Америки.
Тепловой КПД геотермальных электростанций невысок — около 7–10%, поскольку геотермальные жидкости имеют более низкую температуру, чем пар из котлов. По законам термодинамики эта низкая температура ограничивает эффективность тепловых двигателей в извлечении полезной энергии при выработке электроэнергии. Отработанное тепло тратится впустую, если только его нельзя использовать непосредственно, например, в теплицах или централизованном отоплении. Эффективность системы не влияет на эксплуатационные расходы, как это было бы для угольной или другой станции ископаемого топлива, но это фактор жизнеспособности станции. Для производства большего количества энергии, чем потребляют насосы, для выработки электроэнергии требуются высокотемпературные геотермальные источники и специализированные тепловые циклы. Поскольку геотермальная энергия постоянна во времени, в отличие, например, от энергии ветра или Солнца, ее коэффициент мощности может быть довольно большим — до 96%.

## В России

Мутновская ГеоЭС

В СССР первая геотермальная электростанция была построена в 1966 году на Камчатке, в долине реки Паужетка. Её мощность — 12 МВт.
На Мутновском месторождении термальных вод 29 декабря 1999 года запущена в эксплуатацию Верхне-Мутновская ГеоЭС установленной мощностью 12 МВт (на 2004 год).
10 апреля 2003 года запущена в эксплуатацию первая очередь Мутновской ГеоЭС, установленная мощность на 2007 год — 50 МВт, планируемая мощность станции составляет 80 МВт, выработка в 2007 году — 360,687 млн кВт·ч. Станция полностью автоматизирована.
2002 год — введен в эксплуатацию первый пусковой комплекс «Менделеевская ГеоТЭС» мощностью 3,6 МВт в составе энергомодуля «Туман-2А» и станционной инфраструктуры.
2007 год — ввод в эксплуатацию Океанской ГеоТЭС, расположенной у подножия вулкана Баранского на острове Итуруп в Сахалинской области, мощностью 2,5 МВт. Название этой электростанции связано с непосредственной близостью к Тихому океану. В 2013 г. на станции произошла авария, в 2015 г. станция была окончательно закрыта.
| Название ГеоЭС    | Установленная мощность на конец 2010 года, МВт | Выработка в 2010 году, млн кВт⋅ч | Год ввода первого блока | Год ввода последнего блока | Собственник                   | Место расположения |
| ----------------- | ---------------------------------------------- | -------------------------------- | ----------------------- | -------------------------- | ----------------------------- | ------------------ |
| Мутновская        | 50,0                                           | 360,7 (2007 год)                 | 2003                    | 2003                       | ПАО «Камчатскэнерго»          | Камчатский край    |
| Паужетская        | 12,0                                           | 42,544                           | 1966                    | 2006                       | ПАО «Камчатскэнерго»          | Камчатский край    |
| Верхне-Мутновская | 12,0                                           | 63,01 (2006 год)                 | 1999                    | 2000                       | ПАО «Камчатскэнерго»          | Камчатский край    |
| Менделеевская     | 3,6                                            | ?                                | 2002                    | 2007                       | ЗАО «Энергия Южно-Курильская» | о. Кунашир         |
| Сумма             | 77,6                                           | >466,3                           |                         |                            |                               |                    |

## Влияние на окружающую среду
Для современных геотермальных электростанций характерен умеренный уровень выбросов. В среднем он равен 122 кг CO2 на мегаватт-час электроэнергии, что значительно меньше выбросов при производстве электроэнергии с использованием ископаемого топлива.

### Предупреждение извержений вулканов
Для предупреждения суперизвержения Йеллоустонской кальдеры, которое может иметь крайне катастрофические последствия для Североамериканского континента, NASA предложило проект геотермальной электростанции, которая будет отбирать тепло от магматического пузыря, расположенного под кальдерой. Затраты на строительство такой геоТЭС оцениваются в 3,5 млрд долларов США, но стоимость вырабатываемой энергии обещает быть очень невысокой — 0,1 доллара за киловатт-час.